# Loximnesicles annulosus
Loximnesicles annulosus är en insektsart som beskrevs av Marius Descamps 1974. Loximnesicles annulosus ingår i släktet Loximnesicles och familjen Chorotypidae. Inga underarter finns listade i Catalogue of Life.